# Lauri Kettunen
Lauri Einari Kettunen (10. září 1885 Joroinen – 26. února 1963 Helsinky) byl finský badatel v oblasti finských nářečí a baltofinských jazyků. V průběhu své kariéry pracoval mimo jiné i jako profesor na univerzitách v Tartu a Helsinkách.

## Životopis
Lauri Ketunen se narodil 10. září 1885 v Joroinen jako syn zemědělce. V roce 1905 vystudoval střední školu v Kuopiu, po které začal studovat finštinu a jí příbuzné jazyky na Helsinské univerzitě. V té době se mimo jiné učil i u známého lingvisty Eemila Nestora Setäläho.
V roce 1914 se stal docentem finského jazyka na Helsinské univerzitě. Následně v letech 1919–1925 působil i jako profesor baltofinských jazyků na univerzitě v Tartu. V roce 1929 byl jmenován na Helsinské univerzitě dodatečným profesorem baltofinských jazyků a působil tak až do roku 1938. Jeho místo bylo změněno roku 1939 na profesora estonštiny a jejích příbuzných jazyků. Tuto funkci opustil roku 1953.
Některá svá literární díla publikoval pod pseudonymem Toivo Hovi.

## Dílo
- Vatjan kielen äännehistoria (1915) – Historie votské fonetiky
- Viron ja suomen eroavaisuudet (1916) – Rozdíly mezi estonštinou a finštinou
- Virolais-suomalainen sanakirja (1917) – Estonsko-finský slovník
- Näytteitä etelävepsästä I (1920) a II (1925) – Vzorové texty jižní vepštiny I a II
- Eestin kielen oppikirja (1928) – Učebnice estonského jazyka
- Suomen murteet I (1930) – Finská nářečí I
- Suomen murteet II. Murrealueet (1930) – Finská nářečí II. Oblasti nářečí
- Suomen murteet III. A. Murrekartasto ja B. Selityksiä murrekartastoon (1940) – Finská nářečí III.: A. Atlas nářečí a B. Popisky k atlasu
- Lauseopillinen tutkimus vepsän murteista (1943) – Syntaktický výzkum vepských nářečí
- Tieteen matkamiehenä (1945) – Cestovatelem vědy
- Tisza tulvii – Ilona, Ilona! (1945, jako Toivo Hovi) – Tisa se rozlévá – Ilono, Ilono!
- Tieteen matkamiehen uusia elämyksiä (1948) – Nové zážitky vědce cestovatele
- Hyvää vapaata suomea (1949) – Dobrou svobodnou finštinu
- Suomen kielen ohjesanastoa (1949) – Orientační slovní zásoba finštiny
- Suutari Vilihunen (1950, jako Toivo Hovi) – Švec Vilihunen
- Lalli Lallonpoika (1960, jako Toivo Hovi) – Lalli, syn Lallův
- Matkapakinoita ja muita muistelmia 1925–1960 (1960) – Fejetony z cest a jiné vzpomínky
- Kahdeksan matkaa Vermlannin metsäsuomalaisiin (1960) – Osm cest mezi Lesní Finy ve Värmlandu